# Callistege desagittata
Callistege desagittata là một loài bướm đêm trong họ Erebidae.